# ボタンボウフウ
ボタンボウフウ（牡丹防風、別名　長命草、沖縄方言名　サクナ、学名：Peucedanum japonicum）はセリ科ハクサンボウフウ属の多年生草本。

## 特徴
茎は高さ60–100 cm（後述する変種コダチボタンボウフウを除く）。葉は1–2回3出羽状複葉で厚く、粉白色を帯びた青緑色。小葉は長さ3–6 cmの倒卵状くさび形で、先は鋭頭または鈍頭で2–3裂する。花序は頂生し、多数の白い花が面状に集まってつく。花弁は5枚、雄しべは5本。花期は6–10月。分果は長さ5–9 mmの楕円形～長楕円形で扁平、縁に翼があり、背面は有毛、果皮にみられる油管は各背溝下に3–4個、合生面に8個。開花後に枯死するものと、開花後も枯死せずに翌年に再度開花する多年草的な個体が集団内にみられる。和名は本種がボウフウ（防風）の仲間で、葉の形がボタンに似ることからつけられた。

## 分布と生育環境
本州中部（日本海側は石川県以南、太平洋側は関東以南）から南西諸島に分布。本州ではやや少ないが、九州の海岸崖地には多い。国外では朝鮮半島南部、中国、台湾、フィリピン最北部バタン諸島に分布。海岸の石灰岩地の岩場や砂地、崖地に生育。

## 属の和名について
図鑑等ではPeucedanum属の和名はカワラボウフウ属とされてきたが、カワラボウフウがKitagawia属に変更されたことから、本稿ではPeucedanum属の和名を鈴木（2021）に従いハクサンボウフウ属と表記している。

## 下位分類群（変種）
生態を異にする3つの種内分類群（変種）に分けられる。基変種のボタンボウフウ（狭義）P. japonicum var. japonicumは薩摩半島西部以北に分布する。高さは100 cmほどで秋に開花し、多回結実性植物を多く含む。小葉は鈍頭で基部は楔形で少し丸みを帯び、切れ込みはる。
ナンゴクボタンボウフウ（南国牡丹防風、P. japonicum var. australe）はトカラ列島宝島以南に分布する。石灰岩の上に生育し、高さは100 cmほどで花期は5～6月。一回開花枯死型の植物が多いが多回結実性植物も含む。小葉は鋭頭で基部は楔形、小葉の切れ込みは深く、全体的に細く、典型的な乾燥環境適応型を示す。
コダチボタンボウフウ（木立牡丹防風、P. japonicum var. latifolium）は屋久島およびトカラ列島（宝島を除く）に分布する。径5 cm以上の直立茎を有し、開花時の最大高は1.5–3 m以上になる。夏に開花し、一回開花枯死型の生活形で開花結実に至るまで最長16年もの長い生育期間を有する。小葉は大きめで丸みを帯び、先は鈍頭で基部はしばしば切形～心形になる。
ナンゴクボタンボウフウとボタンボウフウ（狭義）は遺伝的に大きく分化し、コダチボタンボウフウはボタンボウフウ（狭義）に近いが、実際の野生集団においてはナンゴクボタンボウフウ集団内に茎が直立する大型個体の集団が分布することもあり、3変種の形質は連続的で明確には区別できない。種子が海流散布で広がり、集団間で海などによる隔離効果が強くは働いていないことが示唆されている。

## 下位分類群（品種）
ムラサキボタンボウフウ（紫牡丹防風、P. japonicum f. purpurascens）は大分県豊後高田市内に自生し、アントシアニンを含み、茎と葉縁が紫色を帯びる。国東半島周辺において香々地長命草の名前で栽培、製品化されている。

## ギャラリー

沖縄県石垣市内の畑に植栽された個体の例
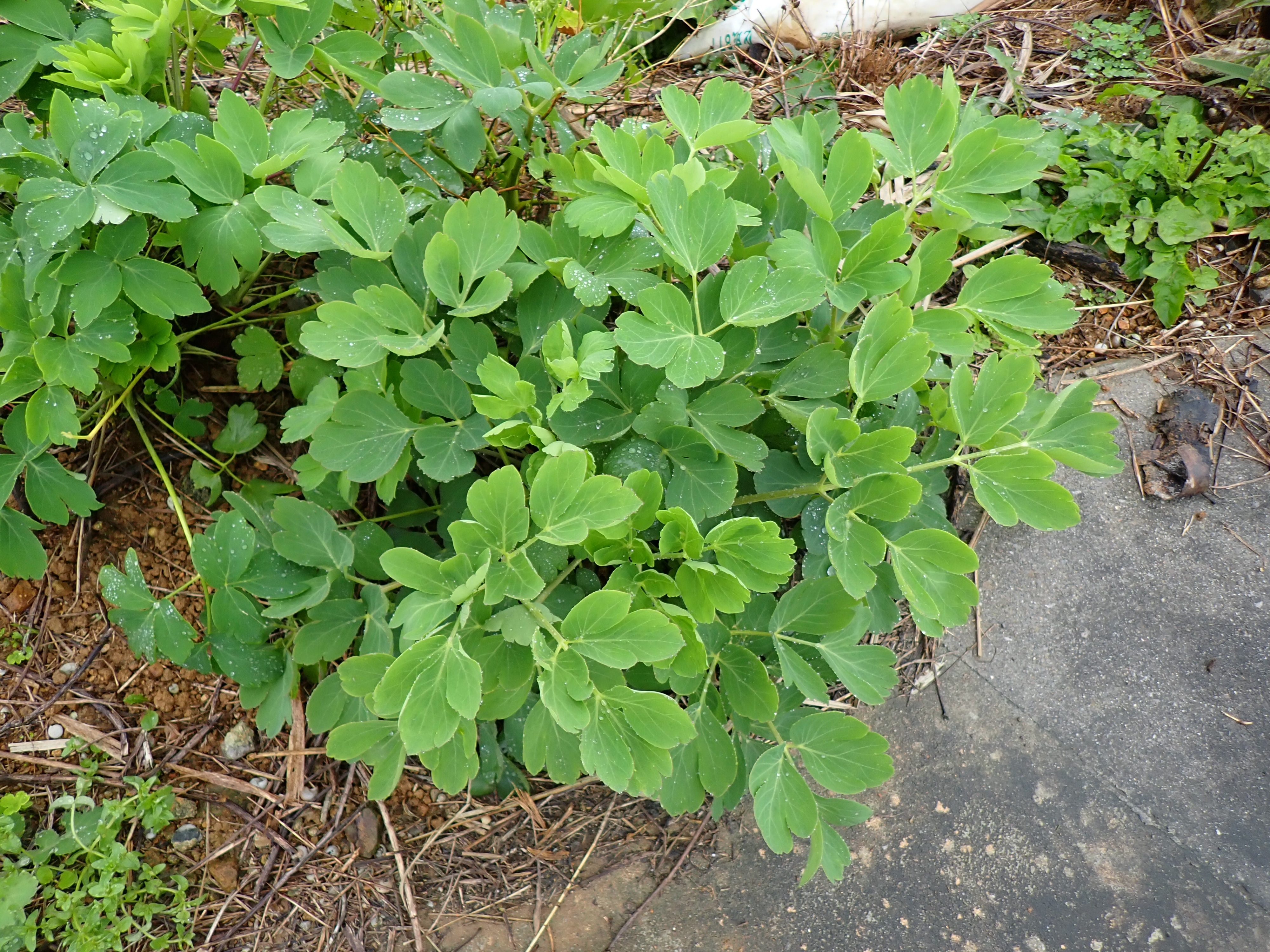
畑の隅へ植栽
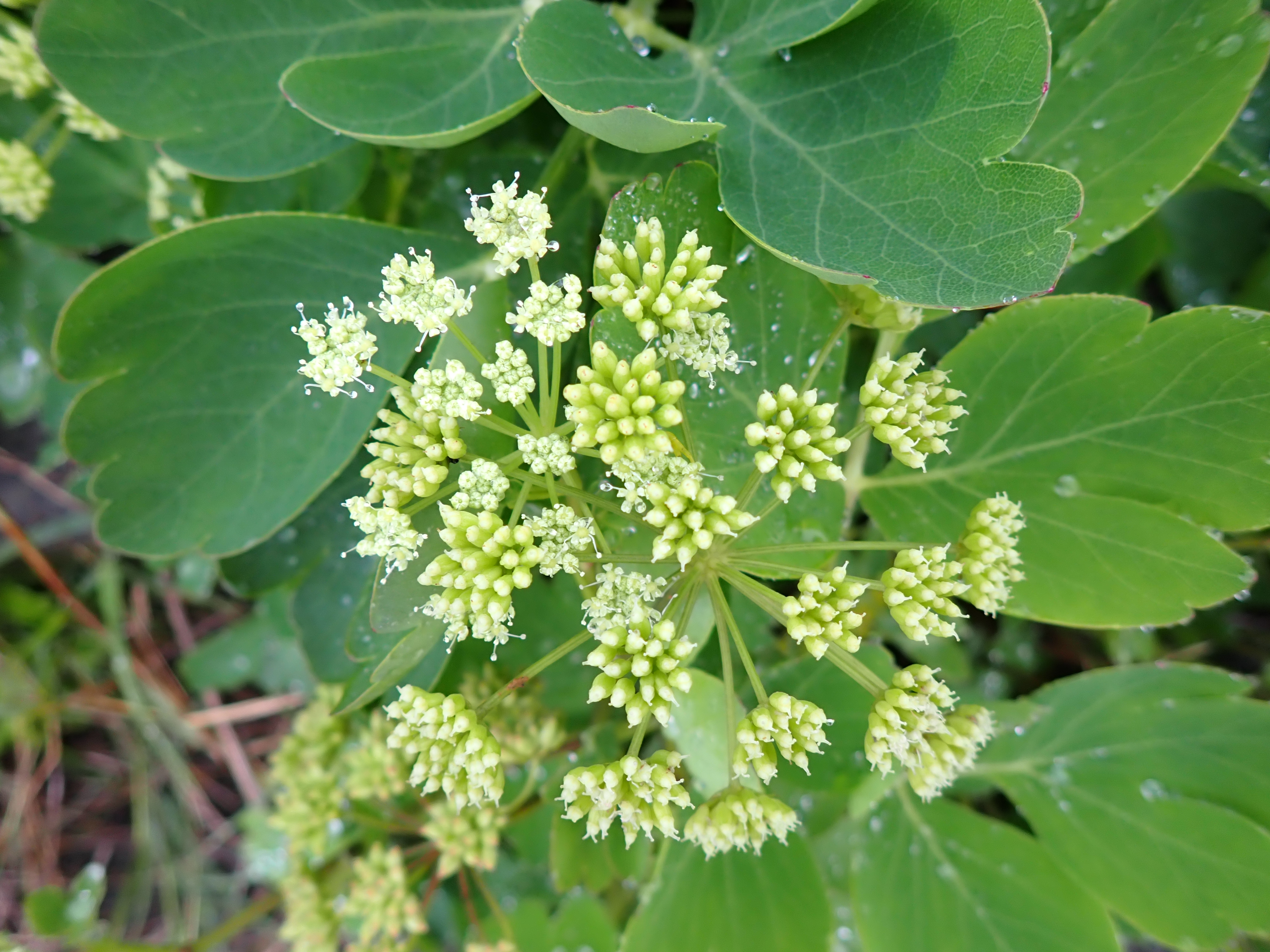
散形花序
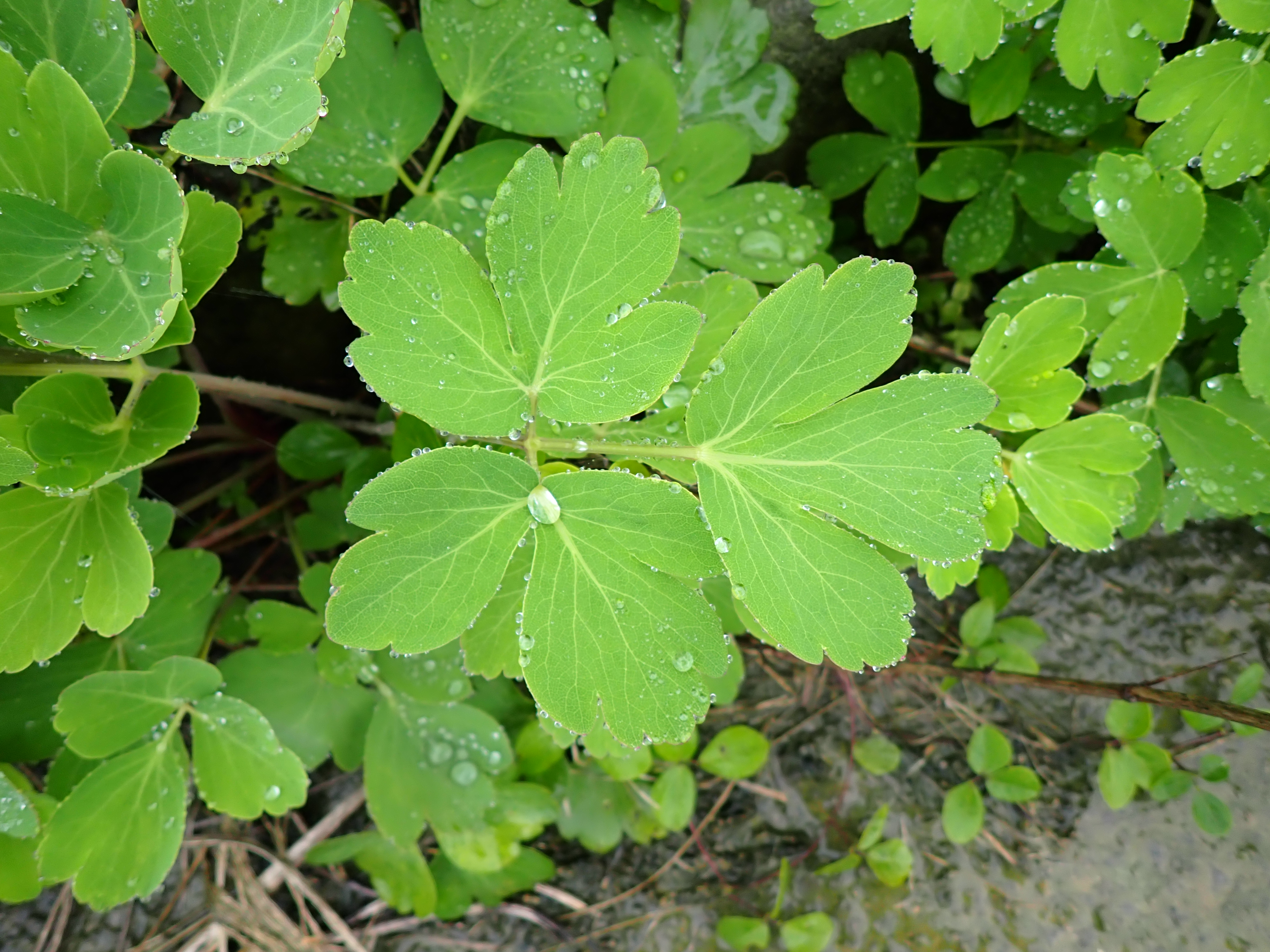
基部と先端が鈍い小葉
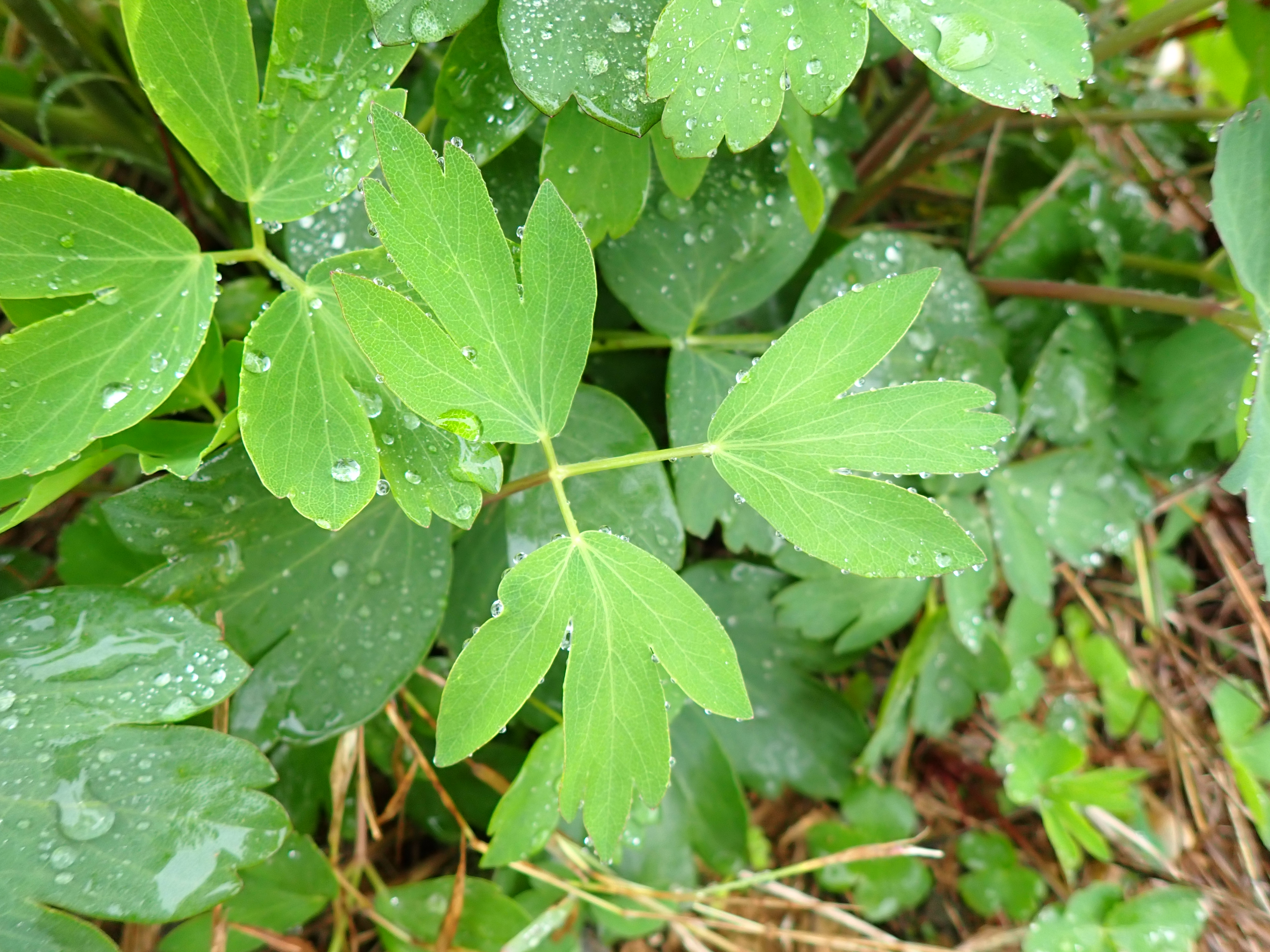
基部と先端が鋭いが、浅く切れ込む小葉

## 利用
若葉は苦みが強く、食用や薬草、健康食品の材料にされる。沖縄県内では畑や庭で栽培され、天ぷらや白和え、魚汁の薬味に、また久米島や粟国島ではヤギ汁の薬味に利用される。